# Nuclear Fire

Nuclear Fire : Es el tercer álbum de la banda, Alemana Primal Fear quizás para muchos fanes este álbum es muy contundente, ya que destaca por la extrema fuerza en los riff de guitarras bien afiladas. La voz es lo que más sobresale en este álbum. El disco esta lleno, de letras que hablan de la guerra, y de la lucha por el metal.

lista de canciones
1. Angel in Black
2. Kiss of Death
3. Back from Hell
4. Now or Never
5. Fight the Fire
6. Eye of an Eagle
7. Bleed for Me
8. Nuclear Fire
9. Iron Fist in a Velvet Glove
10. Red Rain
11. Fire on the Horizon
12. Living for Metal

- Datos: Q4347979